# Ledňáček mangrovový
Ledňáček mangrovový (Ceyx pusillus) je malý pták z čeledi ledňáčkovitých. Vyskytuje se v otevřených lesích a v mangrovových bažinách na území Austrálie (sever Queenslandu a Severního teritoria), Indonésie, Papuy Nové Guiney a na Šalomounových ostrovech. Dorůstá 11–13 cm, vršek těla má celý modrý s výjimkou bílé skvrny po straně krku, spodina těla je světlá. Hnízdí od října do března. Ve strmém břehu v blízkosti vody si hloubí dlouhou hnízdní noru, do které následně klade 5–7 lesklých bílých vajec.